# Rajd Szwecji 1975
Rezultaty Rajdu Szwecji (25. International KAK Swedish Rally), eliminacji Rajdowych Mistrzostw Świata w 1975 roku, który odbył się w dniach 13–15 lutego. Była to druga runda czempionatu w tamtym roku. Bazą rajdu było miasto Karlstad.

## Wyniki końcowe rajdu[1]
| Msc. | Kierowca        | Pilot              | Samochód               | Czas    | Strata   | Punkty |
| ---- | --------------- | ------------------ | ---------------------- | ------- | -------- | ------ |
| 1    | Björn Waldegård | Hans Thorszelius   | Lancia Stratos HF      | 7:19.46 | 0.0      | 20     |
| 2.   | Stig Blomqvist  | Hans Sylvan        | Saab 96 V4             | 7:21.33 | +1.47    | 15     |
| 3.   | Simo Lampinen   | Sölve Andreasson   | Lancia Beta Coupé      | 7:31.22 | +11.36   |        |
| 4.   | Per Eklund      | Björn Cederberg    | Saab 96 V4             | 7:33.13 | +13.27   |        |
| 5.   | Ingvar Carlsson | Claes Billstam     | Fiat Abarth 124 Rallye | 7:39.30 | +19.43   | 8      |
| 6.   | Markku Alén     | Ilkka Kivimäki     | Fiat Abarth 124 Rallye | 7:49.25 | +29.39   |        |
| 7.   | John Haugland   | Arild Antonsen     | Škoda 120S             | 8:14.03 | +54.17   | 4      |
| 8.   | Håkan Svensson  | Jan-Erik Andersson | Opel Ascona            | 8:27.20 | +1:07.34 | 3      |
| 9.   | Rune Åhlin      | Åke Gustavsson     | Volvo 142              | 8:35.34 | +1:15.48 | 2      |
| 10.  | Leif Andersson  | Lars Nyberg        | Ford Escort RS2000     | 8:41.02 | +1:21.16 | 1      |

## Klasyfikacja producentów po 2 rundach
| Lp | Producent      | Pkt. |
| -- | -------------- | ---- |
| 1  | Lancia         | 40   |
| 2  | Fiat           | 23   |
| 3  | Saab           | 15   |
| 4  | Renault        | 8    |
| 5  | Alpine Renault | 6    |

- Uwaga: Tabela obejmuje tylko pięć pierwszych miejsc.